# Afiação
Afiação ou amolação, consiste em uma técnica utilizada para afinar a ponta das lâminas de corte de diversas ferramentas e instrumentos tais como facas, cutelos, espadas, tesouras, bisturis, estiletes entre outros. Tal técnica consiste em utilizar materiais abrasivos com o objetivo de degastar parcialmente o metal, tornando o instrumento mais cortante.

## Materiais para a afiação

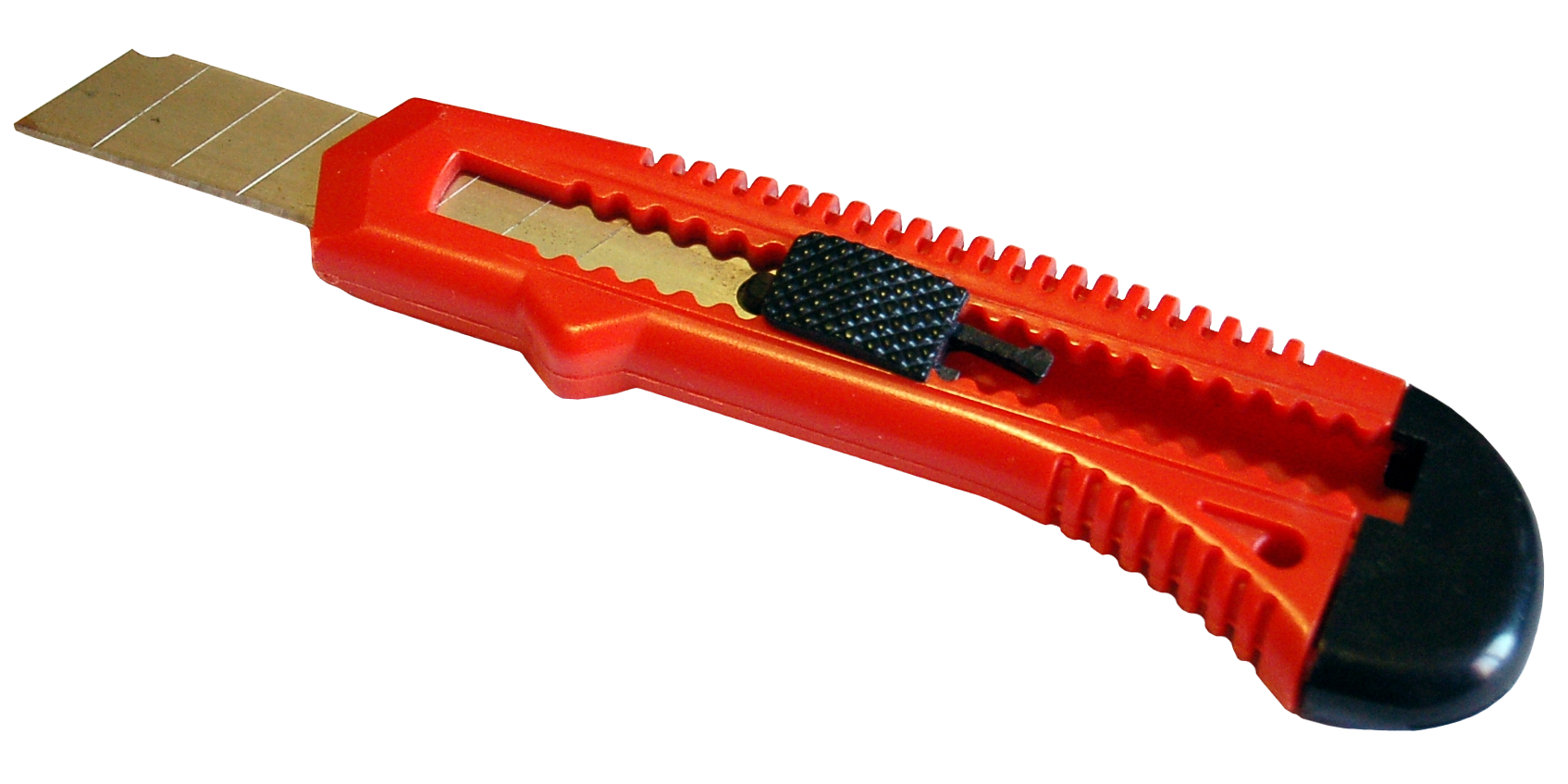
Estilete composto por lâminas afiadas industrialmente

Para que haja um desgaste suficiente para provocar a afiação é necessário utilizar-se um material que apresente dureza superior em relação à substância que compõe a ferramenta a ser afiada. Para isso utiliza-se a Escala de Mohs, que quantifica a dureza dos minerais. Assim, normalmente são utilizados minerais duros tais como: pó de diamante, silício finamente granulado, rochas compostas de minerais abrasivos, entre outros. Também podem ser utilizadas barras de aço carbono especialmente tratado para apresentar dureza superior ao aço comum. Exemplos de artefatos muito utilizados com essa finalidade nas cozinhas são a chaira e a pedra de amolar.
Existem também afiadores industriais, que consistem em máquinas especialmente projetadas para criar superfícies de corte afiadas em ferramentas que exijam a presença de lâminas duras, precisas e confiáveis.